# Die Lichter lösche ich

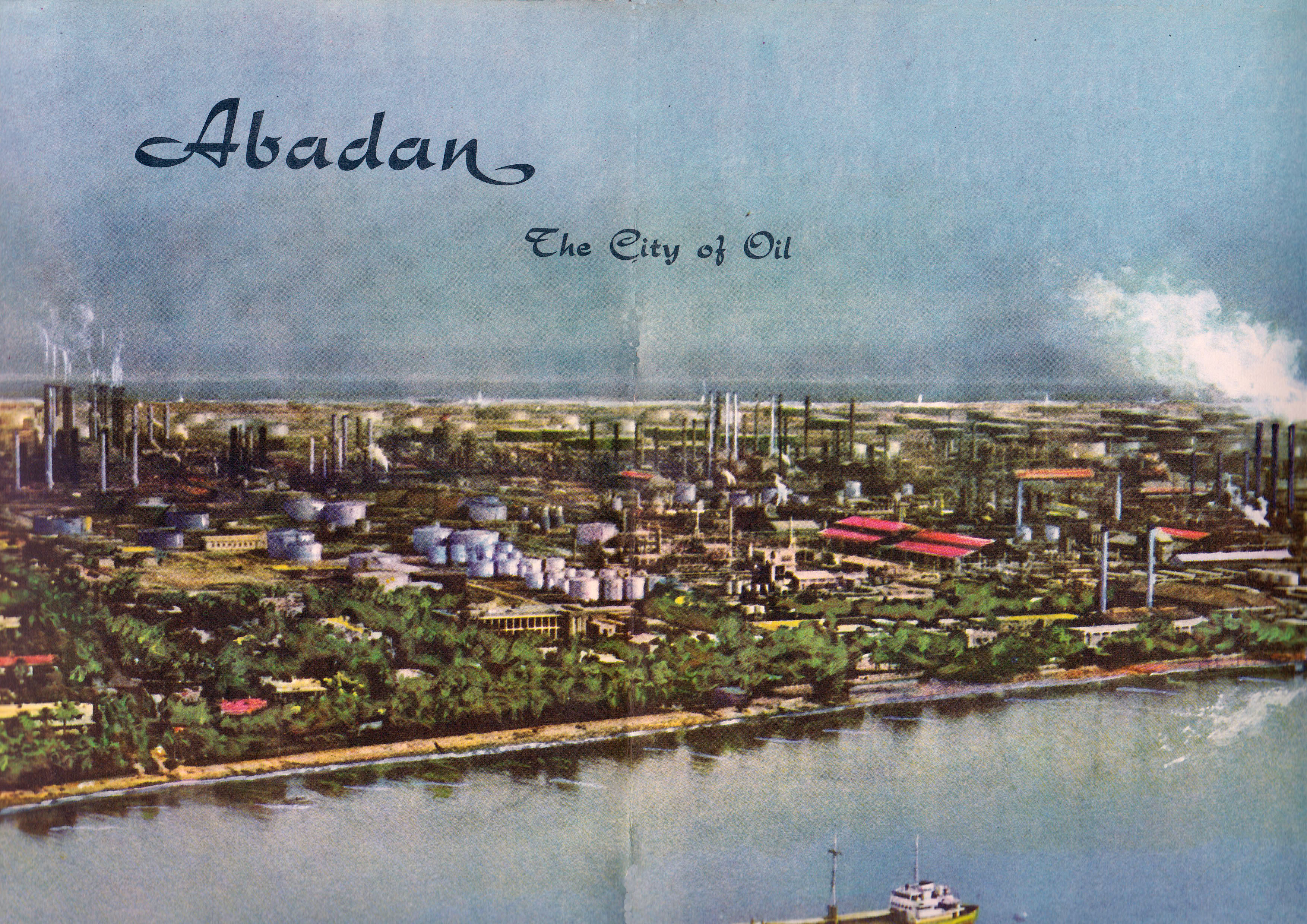
„Abadan, Stadt des Öls“, Ansicht von 1960

Die Lichter lösche ich (2001), im Original persisch چراغ ها را من خاموش می کنم, von Zoya Pirzad, ist eine Gesellschaftskomödie, die im selben Jahr in Iran ein Bestseller war. Es ist der zweite Roman der armenisch-iranischen Autorin, die zuvor bereits auch Kurzgeschichten publiziert hatte. Zu den literarischen Einflüssen zählen vor allem Jane Austen und Anton Tschechow.
Die Handlung spielt Anfang der 1960er Jahre, also in der Zeit vor der Islamischen Revolution. Für iranische Frauen in diesem Roman ist es selbstverständlich, auf der Straße „Lippenstift zu tragen, ins Kino zu gehen, Clubs und Buchhandlungen mit westlicher Literatur aufzusuchen.“

## Inhalt und Interpretation

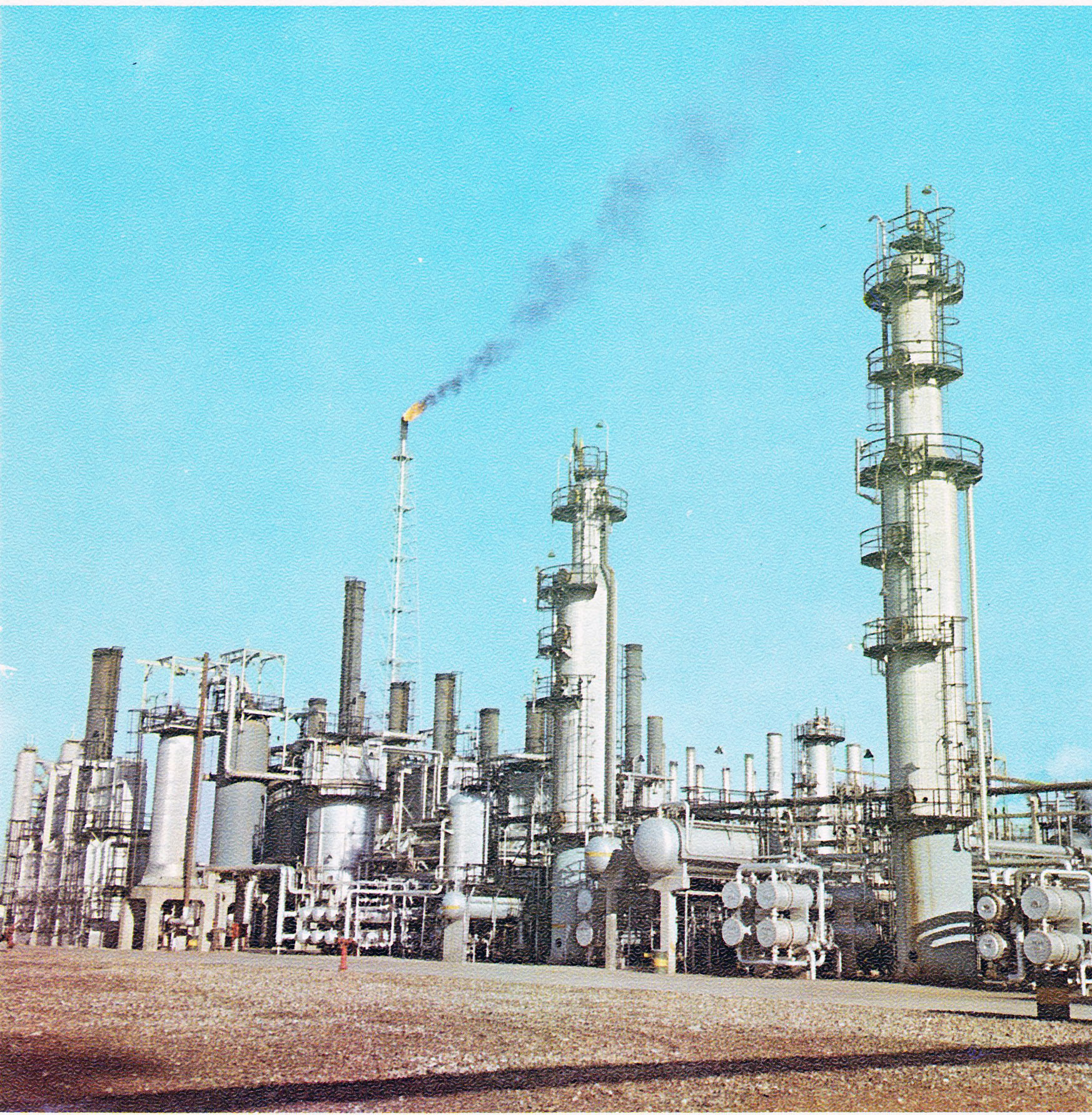
Öl-Raffinerie Abadan, 1970

Clarisse ist Ende 30, lebt in einem Zentrum der Erdölindustrie im öden iranischen Süden. Aus wirtschaftlichen Gründen haben außer Clarisse auch Violet, Alice, Nina und Sophie die Städte Teheran, Isfahan oder Tabris verlassen und sich in Abadan zusammengefunden, in einer „Überlebensgemeinschaft der besonderen Art.“
Clarisse ist mit einem kommunistischen Aktivisten und Ingenieur verheiratet sowie Mutter von drei Kindern. Zwei von ihnen sind quirlige Zwillingsmädchen im Alter von neun, deren lebhaftes Durcheinanderreden so manches an Einzelheiten zutage fördert. Eines Tages zieht eine neue Familie ohne Mutter in die Nachbarschaft. Clarisses Leben verändert sich durch ihre Liebe für ihren neuen Nachbarn, der ein feinsinniger Witwer ist. Aber auch ihre Schwester ist an ihm interessiert. Clarisse durchlebt eine innere Krise, die auch ihre eigene Familie zu spüren bekommt. Aber alles scheint beim Alten zu bleiben. Als Fixpunkt eines Universums voller alltäglicher Turbulenzen kommentiert Clarisse ihre Rolle selbstreflektierend, wenn sie überlegt, „ob sie den jeweiligen Situationen mit ihrer optimistischen, pessimistischen oder nörglerischen Seite begegnen soll.“ Unterschiedliche Konstellationen bei politischen Debatten runden das Denkmal ab, das die Autorin dieser Gruppe von Familien in der zahlenmäßig überschaubaren armenischen Minderheit setzt, über die selten in iranischen Romanen zu lesen ist.
In einem Interview von 2009 sagt Zoya Pirzad, in Die Lichter lösche ich fühle sich das Leben ziemlich träge an, denn Abadan sei in den 1960er Jahren eine sehr ruhige Stadt gewesen. Pirzad selbst ist in Abadan aufgewachsen.

## Rezeption
Beschönigt wird die normale Absurdität des Alltagslebens nicht, aber es wird mit Fantasie und Spannung erzählt, atmosphärisch fein und voller Details. Der Leser könne beim Lesen kaum vergessen, dass hinter dem fiktiven Land mit einer Ölindustrie die Realität der Islamischen Republik Iran aufdämmert, meint Sybill Mahlke in ihrer Rezension für den Tagesspiegel. In ihrer Rezension für Die Welt schreibt Tanja Langer, es werde ein Moment in der iranischen Geschichte beschrieben „– doch so, als ginge es um heute.“

## Auszeichnungen
- 2001: Buch des Jahres (Iran) sowie drei weitere[6]
- 2002: Bester Roman, Auszeichnung mit dem Hooshang Golshiri Literary Award

## Ausgaben
- چراغ ها را من خاموش می کنم (Čirāġhā rā man ḫāmūš mīkunam), Našr-i Markaz, Tihrān 1381 h.š. [2001/2003], ISBN 964-305-656-2
- Things We Left Unsaid, Oneworld Publications, London 2002, ISBN 978-1-85168-967-5
  - (E-Book) Things We Left Unsaid, übersetzt von Franklin Dean Lewis, Oneworld Publications, London 2012, ISBN 978-1-78074-084-3
- Die Lichter lösche ich. Roman, aus dem Persischen von Susanne Baghestani, Insel-Verlag, Frankfurt am Main / Leipzig 2006, ISBN 3-458-17293-9
- C’est moi qui éteins les lumières (Čerāġ-hā rā man h̲āmōš mi-konam), übersetzt von Christophe Balaÿ, Zulma, Paris 2011, ISBN 978-2-84304-556-1

## Rezensionen in deutscher Sprache
- Barbara Wahlster: „Humorvolles aus dem Iran. Gesellschaftskömödie aus der Zeit vor den Mullahs“, in: Deutschlandradio Kultur, 14. Februar 2006
- Sybill Mahlke: „Fernes Land“, in: Der Tagesspiegel, 15. März 2006
- Fahimeh Farsaie in Freitag, 17. März 2006
- Tanja Langer: „Die rote Linie überschreiten. Zoya Pirzad erzählt in ihrem Roman Die Lichter lösche ich eine leise Geschichte aus dem iranischen Alltag“, in: Die Welt, 22. April 2006, LITERARISCHE-WELT, S. 4
- Angela Schader: „Schwerelos. Ein Frauenroman aus Iran“, in: Neue Zürcher Zeitung, 31. August 2006

## Forschungsliteratur
- Elham Gheytanchi: I Will Turn off the Lights: The Allure of Marginality in Postrevolutionary Iran. In: Comparative Studies of South Asia, Africa and the Middle East, Band 27, Nr. 1, 2007, S. 173–185.